# Barão de Grajaú
Barão de Grajaú är en kommun i Brasilien.   Den ligger i delstaten Maranhão, i den östra delen av landet, 1 100 km norr om huvudstaden Brasília. Antalet invånare är 17 816.
Omgivningarna runt Barão de Grajaú är huvudsakligen savann. Runt Barão de Grajaú är det mycket glesbefolkat, med 7 invånare per kvadratkilometer.